# Dolné Orešany
Dolné Orešany (in ungherese Alsódiós, in tedesco Unter-Nussdorf o Windisch-Nussdorf) è un comune della Slovacchia facente parte del distretto di Trnava, nella regione omonima.